# Sanctuaire Notre-Dame-de-la-Garde de Tortone
Pour les articles homonymes, voir Sanctuaire Notre-Dame-de-la-Garde.
Le sanctuaire Notre-Dame-de-la-Garde (en italien : Santuario di Nostra Signora della Guardia) est une église du XXe siècle, basilique et sanctuaire diocésain de l'Église catholique, qui se trouve sur le territoire de la commune de Tortone, dans la province d'Alexandrie, en Italie. De l'autoroute A21, on peut bien voir la statue de Notre Dame qui domine les campagnes et protège les citoyens.

## Historique
La première église construite à cet emplacement date de l'an mil. Elle est alors nommée Notre-Dame-des-Grâces (Nostra Signora delle Grazie). À cette période, ne sont présents dans le village, que des Bénédictins, puis par la suite des Franciscains. La tradition dit que, en 1418, saint Bernardin de Sienne aurait annoncé des prédications.
De 1662 à 1802, année où elle est fermée sur ordre de Napoléon, l'église est occupé par les pères Augustins.

### Saint Louis Orione
C'est dans cette église que saint Louis Orione, en 1893, fonde le premier collège pour enfants. Il déclare notamment : « Ici existera un grand sanctuaire… ». Après de nombreuses modifications, la structure prend graduellement sa forme actuelle grâce, notamment, aux travaux effectués par le père Orione, entre 1926 et 1931.
À sa mort en 1940, saint Orione est enterré dans la crypte du sanctuaire. À la suite de sa béatification en 1980, la dépouille est transférée dans un sarcophage de vitre situé dans l'église supérieure.
Le 29 août 1991, l'église est bénie par l’évêque de Tortone, le père Louis Bongianino, et le 1er octobre suivant, elle reçoit le titre de basilique mineure par le pape Jean-Paul II.

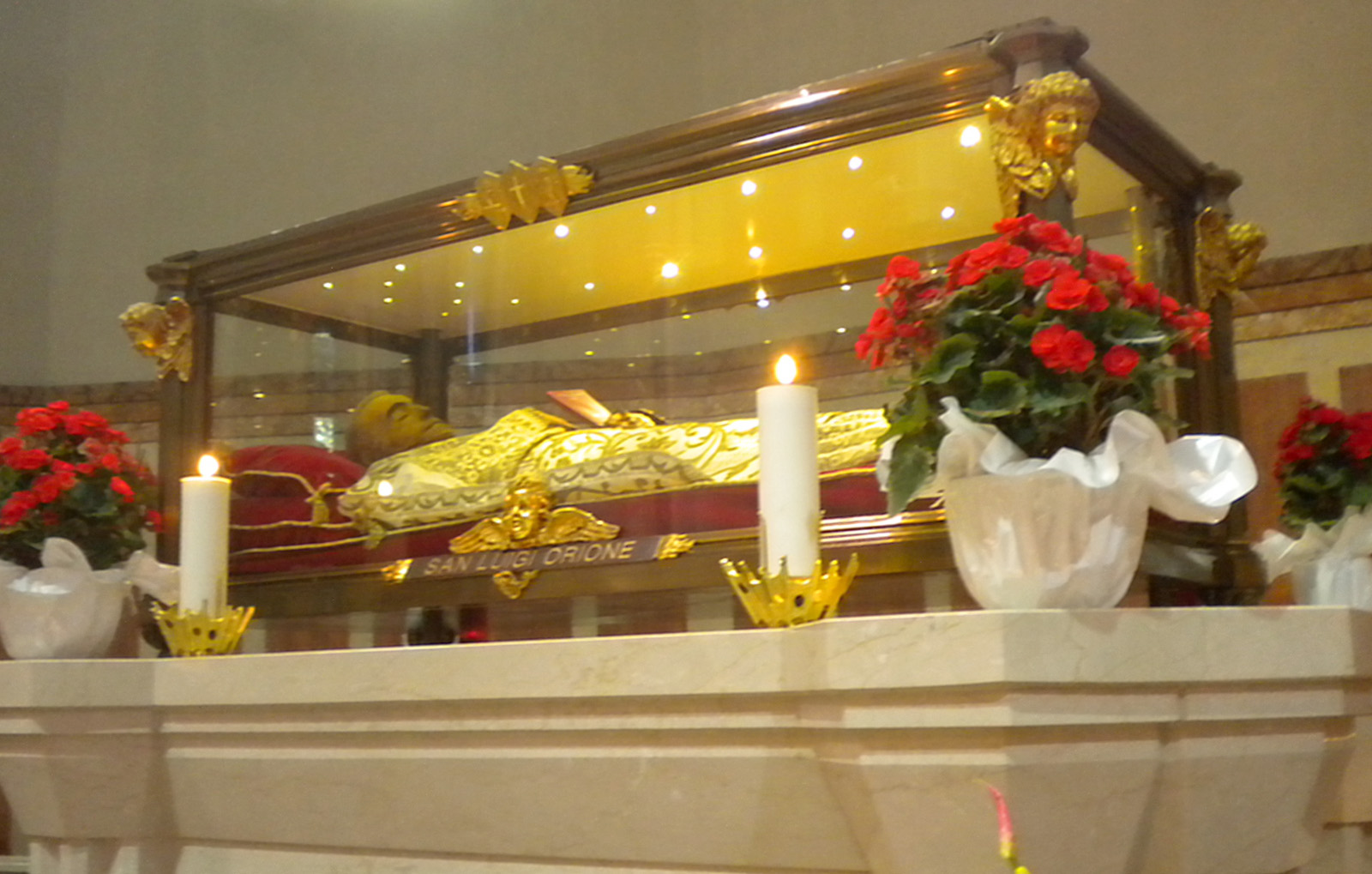
Le tombeau de saint Louis Orione.